# Accademia dei Risvegliati
L'Accademia dei Risvegliati fu un antico sodalizio fondato nel 1625 a Pistoia da monsignor Felice Cancellieri e dal nobile Federigo Manni, che ne fu il primo principe.
Ne fecero parte quasi tutti gli esponenti della nobiltà pistoiese (Roberto Rospigliosi, Domenico Manni, Poggio Bracciolini, Girolamo Cancellieri, Giuseppe Baldinotti, Amerigo Cellesi, Vincenzo Manni ed altri) e durante le riunioni, che si svolgevano inizialmente nei loro palazzi, si dissertava e si faceva poesia e musica. Dal 1661 le loro riunioni si svolsero in una sala del Palazzo comunale, ma nel 1677 ottennero il permesso di costruire un proprio teatro negli spazi antico tiratoio dell’Arte della Lana.

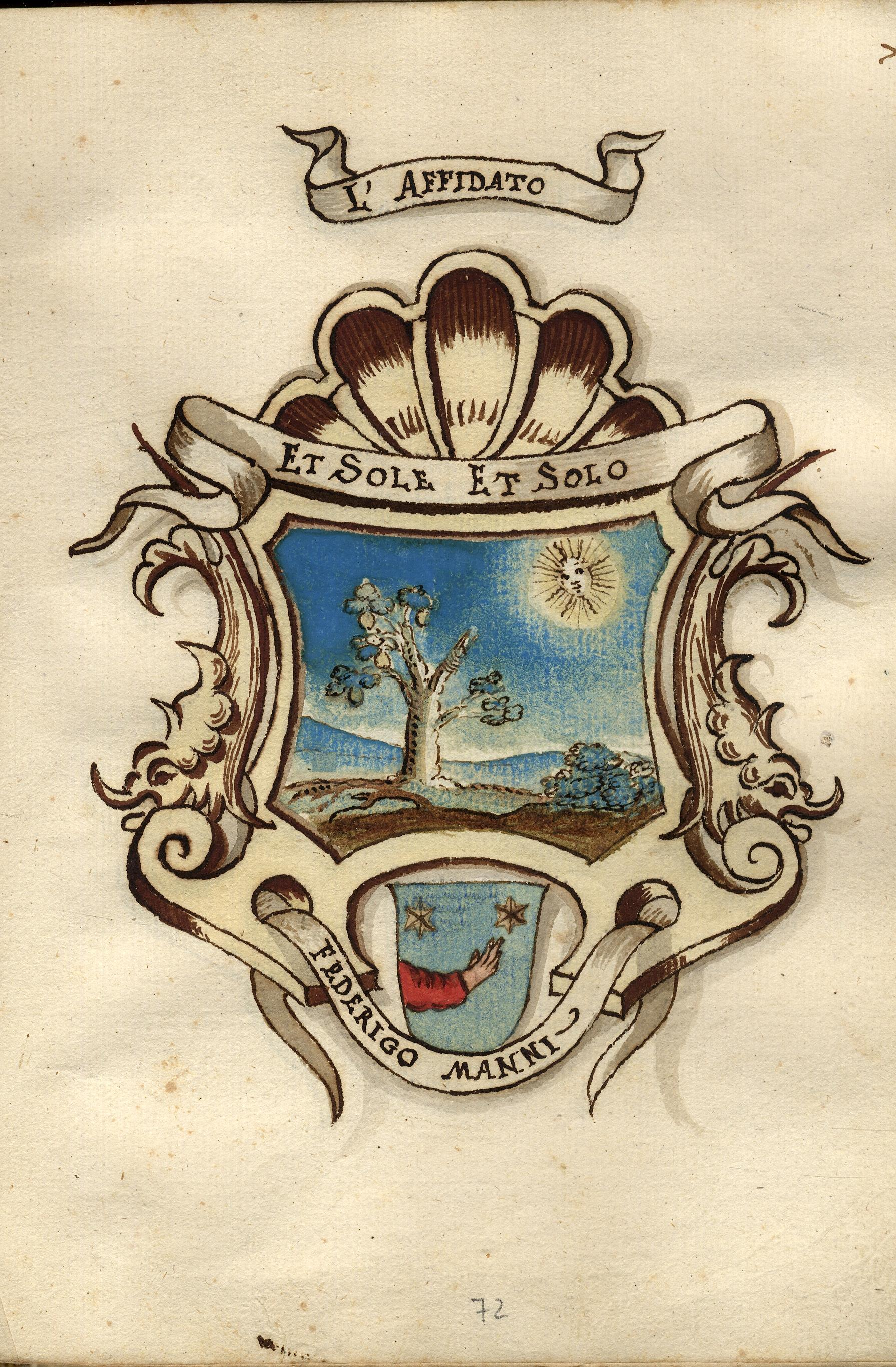
Stemma de "l'Affidato", ossia il nobile Federigo Manni, fondatore dell'Accademia

 Il teatro, costruire da Filippo Rospigliosi, venne inaugurato nel 1694 e gestito dall'Accademia dei Risvegliati sino al suo scioglimento nel 1939.

## Il teatro
Dopo alcuni consistenti miglioramenti realizzati nel 1717-18 (decorazioni pittoriche del prospetto dei palchi e del soffitto, ammattonamento della platea, creazione del "diacciatino" o spazio per il ristoro, sala interna per l'Accademia), lo spazio venne utilizzato nel corso del '700 anche da una scuola di ballo, dall'Accademia dei Nobili e come sala da biliardo.
In questo secolo si registrarono anche alcuni importanti interventi di ristrutturazione dell'immobile: nel 1755, quello più dispendioso per il bilancio dell'Accademia, su progetto del celebre architetto imperiale Antonio Bibbiena con quattro ordini di palchi (ampliamento e ribassamento del piano di platea, apertura di due accessi laterali alla platea, allargamento del proscenio e allineamento dei palchi di platea con quelli di proscenio), quindi venne creata una fossa attorno all'orchestra per separarla dal pubblico; infine, negli ultimi anni del secolo, quello realizzato su progetto dell'architetto granducale Giuseppe Manetti (rialzamento del soffitto e rinnovo delle decorazioni, potenziamento del palcoscenico con nuovi scenari).
Il teatro assunse comunque la fisionomia giunta poi ai nostri giorni grazie ai consistenti lavori di ristrutturazione realizzati fra il 1861 e il 1864 su progetto di Pietro Bernardini che lo portarono a una capienza complessiva di 1200 spettatori: venne modificata l'originaria curvatura introdotta dal Bibiena e fu aggiunto un quinto ordine di palchi.
Durata oltre tre secoli, l'Accademia dei Risvegliati fu chiusa nel secolo scorso ed al suo posto sorse il Regio Teatro, oggi Teatro Manzoni.